# Proyecto Mogul

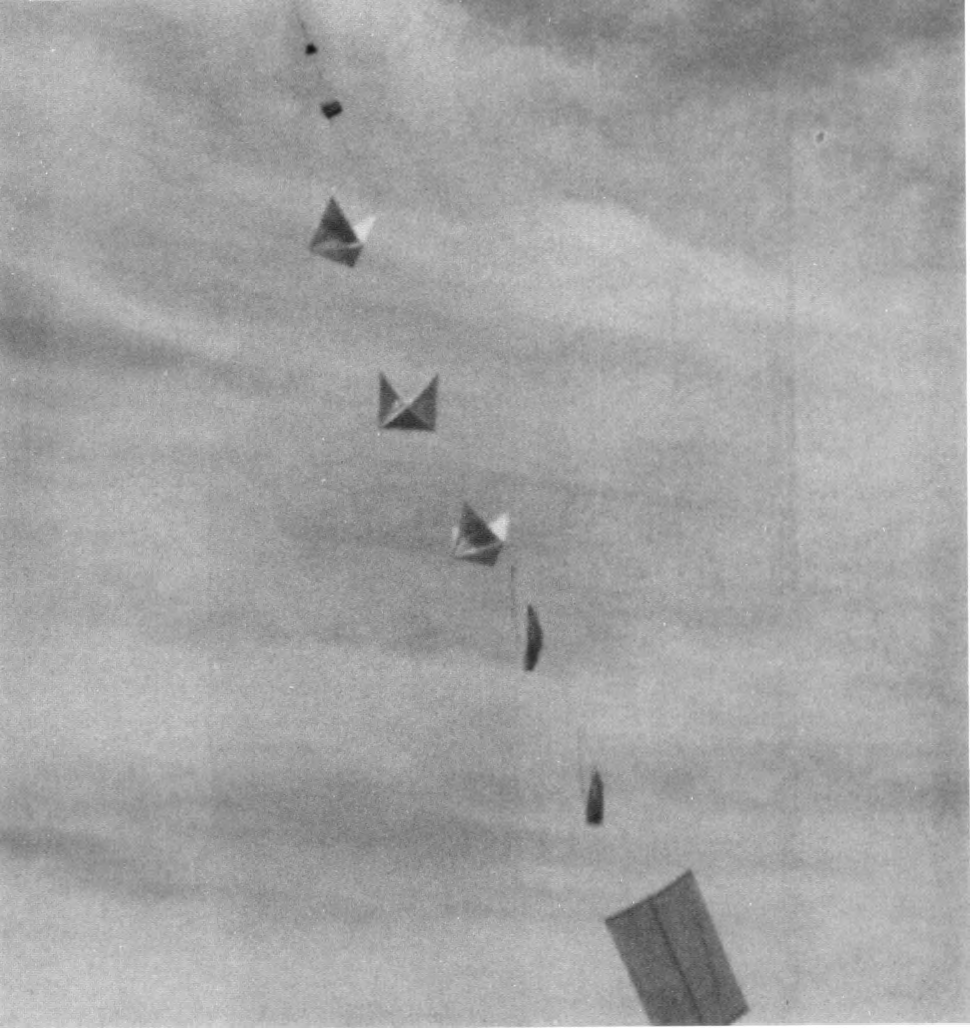
Paneles reflectores de onda radar del Proyecto Mogul

El Proyecto Mogul fue un proyecto de alto secreto estadounidense que comenzó en 1947. Pretendía utilizar globos capaces de alcanzar grandes alturas para recabar información sobre las pruebas atómicas de la Unión Soviética, escuchando el sonido de las explosiones.
Este proyecto fue dirigido por el Dr. James Peoples, asistido por el geofísico polar Albert P. Crary (1911-1987) y el capitán Albert C. Trakowski.

## Origen del proyecto
A finales de los años cuarenta, la Unión Soviética todavía no había detonado su primera bomba atómica, pero era evidente que iban a lograrlo pronto. Como el territorio soviético era inmenso y Estados Unidos todavía no había creado los aviones-espía de gran alcance como el U-2, ni mucho menos satélites-espía, fue necesario improvisar algo con la tecnología ya disponible.
El proyecto Mogul era el precursor del programa Skyhook (también compuesto por globos e iniciado a finales de los años cuarenta), y fue continuado por el programa de espionaje Moby Dick, que implicaba el sobrevuelo y la fotovigilancia de la Unión Soviética (a principios de los años cincuenta).
Este último programa levantó las protestas de los soviéticos.

## Detalles técnicos
El espionaje Mogul se basaba en el sonido, no en fotografías. Por lo tanto no era necesario que los globos entrasen en el espacio aéreo soviético. Ni siquiera que se acercasen a las fronteras de la URSS, porque la tropopausa es decir, la capa de transición entre la troposfera y la estratosfera, actúa como conductor acústico de alcance planetario. Por lo tanto, si los soviéticos lograban detonar una bomba atómica se les podría escuchar desde cualquier lugar del mundo, a condición de que el globo se mantuviera dentro de delgada franja de la tropopausa.
Una de las características de estos globos era precisamente que mantenían una altitud relativamente constante durante un período prolongado de tiempo. Por lo tanto podían quedarse mucho tiempo en la tropopausa y escuchar. Los primeros globos Mogul estaban formados por grandes racimos de globos meteorológicos de goma. Sin embargo, al poco tiempo, fueron sustituidos por enormes globos hechos de polietileno. Estos últimos duraban más, perdían menos helio, y estaban mejor preparados para mantenerse a una altitud constante. El control constante de la altitud y la fabricación con polietileno eran las dos principales innovaciones del Proyecto Mogul. Los globos se lanzaban desde Alamogordo, a 160 km al OE de Roswell. El diseño se demostró útil para otros objetivos de naturaleza científica y los globos Mogul también se usaron para experimentos relacionados con los rayos cósmicos. Los globos del Proyecto Mogul llevaban paneles reflectores de onda radar para facilitar su rastreo.

## El Proyecto Mogul y el incidente de Roswell
Los datos de informes de la Fuerza Aérea de los Estados Unidos desclasificados del Proyecto Mogul, parecerían confirmar que el objeto misterioso que se estrelló cerca de Roswell (estado de Nuevo México) el 2 de julio de 1947 fue el globo Mogul n.º 4, que había sido lanzado el 4 de junio de 1947. En su momento, el proyecto Mogul era tan absolutamente secreto que se mantuvo oculto incluso para los oficiales de la base aérea situada cerca de Roswell. De ahí la confusión y los comunicados de prensa contradictorios emitidos desde dicha base. Fue por lo tanto el excesivo secretismo sobre este proyecto provocó lo que dio origen a la leyenda de un incidente ufológico.

## Levantamiento del secreto militar sobre el proyecto
El proyecto Mogul fue abandonado antes de que la URSS detonase su primera bomba atómica (el 29 de agosto de 1949).
Sin embargo el secretismo a ultranza se mantuvo hasta la década de 1990. 
Steven Schiff (congresista representante del estado de Nuevo México), inició una campaña para conseguir desclasificar toda la información relativa al incidente.
En 1994, Sheila Windall, secretaria de la USAF (Fuerza Aérea de los EE. UU.), desclasificó la totalidad de la información sobre el incidente OVNI de Roswell y autorizó a hablar a cualquiera que supiera algo.
En junio de 1997, la USAF publicó un informe definitivo sobre el tema: El informe Roswell, caso cerrado.